# Protahování
Protahování je třísková technologie na vytváření nekruhových otvorů, případně i vnějších profilů, pomocí protahovacího trnu s řadou odstupňovaných břitů. Stroj na protahování je protahovačka, obvykle s hydraulickým pohonem.
Obdobný postup je protlačování, kde stroj působí na trn tlakem, nikoli tahem.

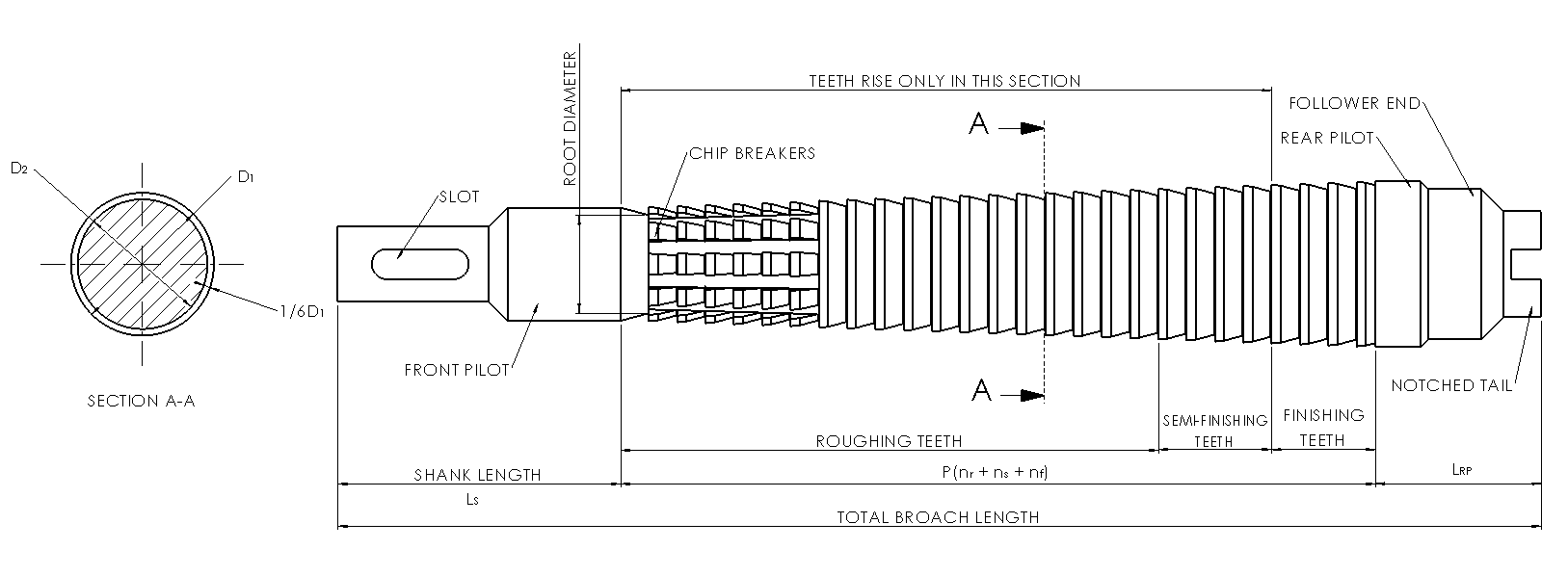
Geometrie protahovacího trnu

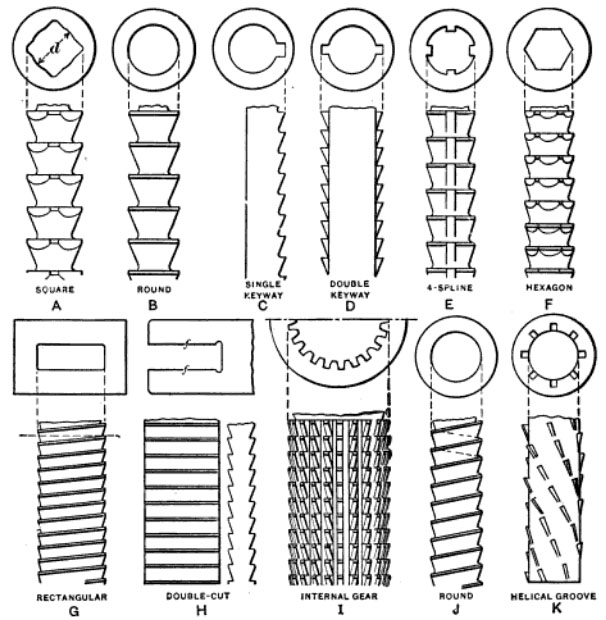
Typické příklady protahovaných profilů a trnů

## Popis
Protahovačka vyvíjí velkou sílu na protahovací trn a provléká jej obvykle předvrtaným nebo předlitým otvorem. Odstupňované břity trnu přitom odebírají materiál tak, že se jedním protažením dosáhne požadovaný tvar otvoru, například vnitřní drážkování nebo ozubení, šestihranný, čtvercový, obdélníkový nebo obecně nepravidelný tvar (např. drážka pro klíč ve vložce patentního zámku).

## Použití
Nejběžnějším použitím protahování jsou přesné nerotační otvory, které se jinak obtížně vyrábějí. Někdy se protahováním opracovávají i vnější plochy obrobku, pokud mají složitý tvar. Hlavní výhody jsou téměř libovolný profil otvoru, přesnost a kvalitní povrch a konečně i vysoká produktivita. Nevýhoda je vysoká pořizovací cena protahovacího trnu. Proto se protahování používá v sériové a hromadné výrobě.
V poslední době se protahování někdy nahrazuje elektrojiskrovým obráběním.